# 金明仁
金 明仁（キム・ミョンイン、1946年 - ）は、大韓民国の詩人。慶尚北道出身。

## 略歴
慶尚北道蔚珍で生まれる。高麗大学校国文学科を卒業し、同大学で文学博士の学位を取得した。
京畿大学校の国文科教授を経て、現在は高麗大学校文芸創作課教授として在職中である。
詩人は、1973年に中央日報の「新春文芸」で『(출항제)』が入選し文壇にデビューする。その後「1973」同人を経て、金昌完、李東洵、鄭浩承などと共に「反詩(반시)」の同人活動を行いながら、活発に作品を発表してきた。

## 詩集
- 『東豆川(동두천)』(1979)
- 『はるか遠くのスワニ(머나먼 곳 스와니)』(1988)
- 『水を渡る人(물 건너는 사람)』(1992)
- 『青い子犬と遊ぶ(푸른 강아지와 놀다)』(1994)
- 『海辺の葬儀(바닷가의 장례)』(1996)
- 『道の沈黙(길의 침묵)』(1999)
- 『海のアコーディオン(바다의 아코디언)』
- 『波紋(파문)』(2005)